# Ringlandfestival
Het Ringlandfestival is een festival dat reeds tweemaal plaatsvond in Antwerpen als fondswerving voor de studies rond de overkapping van de ring. 

## Geschiedenis
Op de eerste editie op 15 juni 2014 waren 15.000 bezoekers, tijdens de tweede editie op 27 juni 2015 waren 20.000 bezoekers aanwezig. De editie 2016 vindt plaats op 25 juni. Het festival vindt symbolisch plaats boven de Craeybeckxtunnel.
Voor de editie van 2016 vond er een kunstveiling plaats met werken van bekende kunstenaars onder de titel 'A City is Not a Road - Artists for Ringland'. Bekende namen die meewerkten waren onder andere Luc Tuymans, Anne-Mie Van Kerckhoven, Fred Bervoets, Vaast Colson en Guillaume Bijl. In totaal ging het over ruim 100 werken.
Voor haar derde editie (2016) legde het festival haar focus op energieverbruik, mobiliteit en afvalverwerking. Zo spoorde de organisatie haar bezoekers aan om met de fiets te komen, waren de jetons en bekertjes biologisch afbreekbaar en werd het energieverbruik grotendeels voorzien door zonnepanelen en hybride generatoren. De derde editie op 25 juni 2016 lokte, ondanks het slechte weer, 12.000 bezoekers.

## Line-up

### 2014
Op de editie in 2014 traden o.a.  Pieter en Tine Embrechts, Hannelore Bedert, Tijs Delbeke, Guy Swinnen en Clara Cleymans op met De Laatste Show Band. The Kids, Erik Wouters, Geert Hautekiet en Stan Lee Cole traden op met de Electric Ringland Band en ten slotte waren er optreden van Merdan Taplak, Nigel Williams, Discobaar A Moeder, Halve Neuro en Gorki.

### 2015
Op de editie in 2015 traden o.a. Nathalie Meskens, Johannes Genard, Wannes Cappelle, Joost Zwegers, Ivan Pecnik, Raymond van het Groenewoud, Patrick Riguelle, Hannelore Bedert, Jonas Van Geel, Jan Leyers, Radio Guga, Catherine Kools, Filip Bollaert, Deborah Ostrega, Ernst Low, Guy Swinnen en Pieter Embrechts samen op met de Ringlandband, daarnaast waren er optredens van de Fixkes, Krema Kawa, Slongs Dievanongs, Merdan Taplak en Discobaar A Moeder.

### 2016
Op de editie van 2016 traden o.a. Stan Van Samang, Halve Neuro, Stef Kamil Carlens, Slongs Dievanongs, Radio Guga, Yevgueni, Guy Swinnen, Tine Embrechts, Eline De Munck op met de Ringland Band. Daarnaast waren er optredens van Vive La Fête, Discobaar A Moeder, Pieter Embrechts, Soul Shakers en Arbeid Adelt!.